# Ansible
Ansible е софтуер с отворен код за обезпечаване, инсталиране, конфигуриране и управление, работещ на принципа инфраструктура като код (Infrastructure as code – IaC). Работи на множество Unix-базирани операционни системи, но може да конфигурира и Microsoft Windows. Използва свой собствен декларативен език, чрез който се описва целевата системна конфигурация.
Инструментът е създаден през 2012 г. и купен от Red Hat през 2015 г. Ansible не използва агент и се свързва чрез SSH или WinRM, за да изпълнява задачите си.